# Harold M. Lewis
Harold MacLean Lewis (* 8. August 1889 in Red Hook, New York; † 29. September 1973) war ein US-amerikanischer Stadtplaner.

## Leben
Lewis war 20 Jahre lang Chefingenieur und Sekretär der Regionalplanungsbehörde von New York und Umgebung und überarbeitete in den 1950er Jahren den Zonencode für Washington, D.C.
Er war Mitglied der American Society of Planning Officials (ASPO) und des American Institute of Planners (AIP) (1978 fusioniert als American Planning Association). Beim  American Institute of Planners war er zeitweise Präsident und beim American Society of Civil Engineers Direktor. Er lehrte am Massachusetts Institute of Technology und der Columbia University. 
Er verfasste zehn Bücher, teils mit Co-Autoren. Seine bekanntesten Schriften sind City Planning – Why and how (1939) und Planning the modern city (1949). Sein Planning the modern city wurde von 1949 bis 1963 in 25 Ausgaben herausgebracht.
Ein Nachlass Lewis’ befindet sich in der Cornell University Library.

## Werke (Auswahl)
- mit Nelson Peter Lewis: The planning of the modern city : a review of the principles governing city planning. 2. Auflage. John Wiley & Sons, New York 1922.
- mit Henry James und Thomas Adams: Physical conditions and public services. Regional plan of New York and its environs (Hrsg.), New York 1929 und 1974.
- City planning why and how. Longmans, Green and Co., New York 1939.
- Planning the modern city. John Wiley & Sons, New York 1949.